# Ansumana Sanneh (Politiker)
Ansumana Sanneh ist Politiker im westafrikanischen Staat Gambia.
| Parlamentswahl | Stimmen    | Stimmanteil |
| -------------- | ---------- | ----------- |
| 1997           | einstimmig | gewählt     |

Bei den Parlamentswahlen 1997 trat Sanneh als Kandidat der Alliance for Patriotic Reorientation and Construction (APRC) im Wahlkreis Foni Bondali zur Wahl an und wurde, mangels Gegenkandidaten, Vertreter des Wahlkreises im Parlament. Bei den folgenden Parlamentswahlen 2002 trat er nicht mehr zur Wahl an, ihm fehlte die Unterstützung bei der Aufstellung eines Kandidaten.